# 木下瑠音
木下 瑠音（きのした るね、1989年12月3日 - ）は、フリーアナウンサー。BLUE LABEL所属。

## 来歴
富山県富山市出身。身長160cm。富山大学教育学部附属中学校、富山中部高校、東京女子大学文理学部卒業。学生時代はBSフジ、BS朝日にて学生アナウンサーを務めた。
2013年4月、仙台放送に入社。2016年、第32回FNSアナウンス大賞新人部門の奨励賞を受賞(震災ニュース企画のナレーション作品)。
2017年3月31日付で仙台放送を退社、同年4月3日付でキャスタークリエイト・ジャパンに所属し、フリーアナウンサーへ転身した。2022年11月30日をもって事務所を離れフリーアナウンサーを引退し、都内ベンチャー企業にて採用人事・広報担当に。
2023年12月1日付でBLUE LABELの所属になり、上記企業で採用人事・広報を担当しながらアナウンサーとして復帰。

## 出演番組

### 現在
- ABEMA HIPHOPチャンネル HIPHOP MAGAZINE -THE HOPE-（月1回放送、#3以降・2024年11月30日 - ）[6]

### その他
ショートムービー「斜陽のこころ」寺沢節子役（太宰治への伝言） 2018年1月公開

### 過去

#### テレビ
- NHK BSニュース（NHK BS1）2018年4月2日 - 2022年3月31日[7]
- うたつむぎ（フジテレビ）2021年1月 - 2022年9月 ※ナレーション[8][9]
- オリバーな犬、_(Gosh!!)_このヤロウ 第2話（2021年9月24日、NHK総合） - アナウンサー役[10][11]
- 家政夫のミタゾノ 第5シリーズ 第7話（2022年6月3日、テレビ朝日）- インタビュアー 役[12]
- がむしゃら（BS松竹東急）2022年4月17日[13][14]- 8月14日[15]
- 映画「ONE PIECE FILM RED」×うたつむぎ（BSフジ）2022年9月3日[16] - ナレーション
- アリバイ崩し承りますスペシャル（2024年4月6日、テレビ朝日）- アナウンサー役[17]

#### ストリーミング動画配信
- AbemaNews　（2022年4月2日-2022年11月26日）[18]　[19]
- DDTの木曜The NIGHT（AbemaTV）、2017年12月8日 - 2018年3月30日[20][21]

#### Webラジオ
- ANA-LOG 〜中村優花のアナウンサー列伝（2021年12月15日・29日 、AuDee）- ゲスト[22][23]

### 仙台放送時代
- 仙台放送みんなのニュース（キャスター）- 2015年3月31日 - 2017年3月31日

　※2016年度から毎週金曜日は「みんなの学び舎」コーナーで中継担当
- 東日本大震災特別企画「ともに」
- みやぎ応援バラエティー　カノ☆パン参上!（ナレーション※木下”ギー子”瑠音名義）
- FNN仙台放送NEWS
- ジュニ体操
- MiMiよりマーケット
- わがまま!気まま!旅気分
- FNS27時間テレビ (2014年)
- 大みそか列島縦断LIVE 景気満開テレビ

#### 学生時代
- BSフジNEWS第20期女子大生キャスター（BSフジ）
- News Access（BS朝日）